# لئوناردو برتانیولی
لئوناردو برتانیولی (ایتالیایی: Leonardo Bertagnolli؛ زادهٔ ۸ ژانویهٔ ۱۹۷۸) دوچرخه‌سوار اهل ایتالیا است. وی در مسابقات تور دو فرانس و جیرو دیتالیا شرکت کرده است.